# دائرةالمعارف روابط عمومی ایران
دائرةالمعارف روابط عمومی ایران نوشته حمید صبری، مجموعه دانشنامه‌ای دوجلدی در حوزه روابط عمومی، در ۱۵۰۰ صفحه و یک هزار عنوان مدخل و دو زبان فارسی وانگلیسی در قطع رحلی است.
پیشگفتار این اثر توسط حسام الدین بیان نگاشته شده و اشخاصی همچون علی اکبر جلالی، باقر ساروخانی، یحیی کمالی‌پور، گوئل کهن، علی‌اکبر فرهنگی، حمید مولانا، حسن بشیر، شهیندخت خوارزمی، مهدی باقریان، هوشمند سفیدی، میرزابابا مطهری نژاد، جواد قاسمی و محمد رضا پور محمدی به بیان دیدگاه خود پیرامون آن پرداخته و در خصوص آن نظر داده‌اند.
حمید صبری، مؤلف این دانشنامه، این اثر را به مدت ۱۰ سال تدوین نموده و نشان عالی روابط عمومی ایران را دریافت نمود و همچنین نامزد کسب عنوان ستاره جهانی روابط عمومی شد.

## محتویات کتاب

### جلد اول
- پیشگفتار به قلم حسام الدین بیان
- مدخل اختصاصی روابط عمومی با ۶۰۰ مدخل
- اولین‌های روابط عمومی
- انتشار تمبر روابط عمومی
- پژوهش‌شناسی روابط عمومی
- پیام شخصیت‌های ملی و بین‌المللی
- تجلیل از اساتید روابط عمومی
- تکنیک‌ها، تاکتیک‌ها، تئوری‌ها و نظریه‌های روابط عمومی
- جایگاه روابط عمومی در دولت‌ها
- دانشمندان جهانی روابط عمومی که به ایران سفر کرده‌اند
- ده برتر جهان در روابط عمومی
- دیدگاه‌شناسی روابط عمومی ایران
- رسانه‌شناسی روابط عمومی
- روابط عمومی‌های کشور
- روزنگار و روزشمار روابط عمومی
- اعلام اشخاص، اماکن، کتب

### جلد دوم
- رویدادشناسی روابط عمومی ایران
- سفرهای علمی روابط عمومی ایران
- سالنامه‌های روابط عمومی
- سوادشناسی در روابط عمومی
- سیرشناسی در روابط عمومی
- شخصیت‌شناسی روابط عمومی ایران
- قانون‌شناسی روابط عمومی ایران
- کتاب‌شناسی روابط عمومی ایران
- گونه‌شناسی روابط عمومی ایران
- مدل ارتباط آفرینی روابط عمومی
- مراکز دانشگاهی روابط عمومی
- مقاله‌شناسی روابط عمومی
- موسسات رسانه ای
- مؤلفان عرصه روابط عمومی ایران
- ناشران روابط عمومی ایران
- نهادشناسی روابط عمومی ایران
- واژگان روابط عمومی
- هنرمندان روابط عمومی[۱۱]